# بيير أوسيدات
بيير أوسيدات (مواليد 11 أكتوبر 1957 في إبينال)، ممثل فرنسي.